# بنای سراب گلودر
بقایای بنای سراب گلودر در شهرستان سرپل ذهاب، بخش مرکزی، دهستان بشیوه پاتاق، ۵۰۰ متری جنوب روستای برزه لک واقع شده و این اثر در تاریخ ۲۷ اسفند ۱۳۸۷ با شمارهٔ ثبت ۲۶۴۵۳ به‌عنوان یکی از آثار ملی ایران به ثبت رسیده است.